# Sprinttouren 2020
Sprinttouren 2020 är en tävling i längdskidåkning som arrangeras i Québec i Kanada och Minneapolis i USA den 14 mars 2020 till den 17 mars 2020. Touren är en del av världscupen i längdåkning 2019/2020 och består av tre etapper, vilka alla är sprintar. Till skillnad från Tour de Ski räknas inte tiden ihop till den totala tourställningen, utan istället får åkarna poäng utifrån deras placering i sprintfinalerna.

## Tävlingsprogram
| Etapp | Ort         | Datum        | Disciplin         | Teknik   | Distans | Distans | Starttid (CET) | Starttid (CET) |
| Etapp | Ort         | Datum        | Disciplin         | Teknik   | Damer   | Herrar  | Damer          | Herrar         |
| ----- | ----------- | ------------ | ----------------- | -------- | ------- | ------- | -------------- | -------------- |
| 1     | Québec      | 14 mars 2020 | Sprint            | Klassisk | 1,6 km  | 1,6 km  | 18:20          | 18:20          |
| 2     | Québec      | 15 mars 2020 | Sprint            | Fristil  | 1,6 km  | 1,6 km  | 18:20          | 18:20          |
| 3     | Minneapolis | 17 mars 2020 | Individuell start | Fristil  | 1,3 km  | 1,6 km  | 22:45          | 22:45          |

## Resultat

### Damer
| Etapp | Plats       | Datum        | Disciplin  | 1:a plats | 2:a plats | 3:e plats | Tourledare | Ref. |
| ----- | ----------- | ------------ | ---------- | --------- | --------- | --------- | ---------- | ---- |
| 1     | Québec      | 14 mars 2020 | Sprint (K) |           |           |           |            |      |
| 2     | Québec      | 15 mars 2020 | Sprint (F) |           |           |           |            |      |
| 3     | Minneapolis | 17 mars 2020 | Sprint (F) |           |           |           |            |      |

### Herrar
| Etapp | Plats       | Datum        | Disciplin  | 1:a plats | 2:a plats | 3:e plats | Tourledare | Ref. |
| ----- | ----------- | ------------ | ---------- | --------- | --------- | --------- | ---------- | ---- |
| 1     | Québec      | 14 mars 2020 | Sprint (K) |           |           |           |            |      |
| 2     | Québec      | 15 mars 2020 | Sprint (F) |           |           |           |            |      |
| 3     | Minneapolis | 17 mars 2020 | Sprint (F) |           |           |           |            |      |

## Etapper

### Etapp 1
14 mars 2020,  Québec, Kanada.

#### Damer
| 1,6 km (F) sprint | 1,6 km (F) sprint | 1,6 km (F) sprint | 1,6 km (F) sprint |
| Pl.               | #                 | Namn              | Po.               |
| ----------------- | ----------------- | ----------------- | ----------------- |
| 1                 |                   |                   | 150               |
| 2                 |                   |                   | 145               |
| 3                 |                   |                   | 140               |
| 4                 |                   |                   | 135               |
| 5                 |                   |                   | 132               |
| 6                 |                   |                   | 130               |

| Plats 7-30 | Plats 7-30 | Plats 7-30 | Plats 7-30 | Plats 7-30 |
| ---------- | ---------- | ---------- | ---------- | ---------- |
| 7          |            |            | 120        | 32         |
| 8          |            |            | 118        |            |
| 9          |            |            | 116        |            |
| 10         |            |            | 114        |            |
| 11         |            |            | 112        |            |
| 12         |            |            | 110        |            |
| 13         |            |            | 100        |            |
| 14         |            |            | 99         |            |
| 15         |            |            | 98         |            |
| 16         |            |            | 97         |            |
| 17         |            |            | 96         |            |
| 18         |            |            | 95         |            |
| 19         |            |            | 94         |            |
| 20         |            |            | 93         |            |
| 21         |            |            | 92         |            |
| 22         |            |            | 91         |            |
| 23         |            |            | 90         |            |
| 24         |            |            | 89         |            |
| 25         |            |            | 88         |            |
| 26         |            |            | 87         |            |
| 27         |            |            | 86         |            |
| 28         |            |            | 85         |            |
| 29         |            |            | 84         |            |
| 30         |            |            | 83         |            |

| Ställning efter 1 av 3 etapper | Ställning efter 1 av 3 etapper | Ställning efter 1 av 3 etapper |
| Pl.                            | Namn                           | Poäng                          |
| ------------------------------ | ------------------------------ | ------------------------------ |
|                                |                                | 150                            |
| 2                              |                                | 145                            |
| 3                              |                                | 140                            |
| 4                              |                                | 135                            |
| 5                              |                                | 132                            |

| Plats 6-30 | Plats 6-30 | Plats 6-30 |
| ---------- | ---------- | ---------- |
| 6          |            | 130        |
| 7          |            | 120        |
| 8          |            | 118        |
| 9          |            | 116        |
| 10         |            | 114        |
| 11         |            | 112        |
| 12         |            | 110        |
| 13         |            | 100        |
| 14         |            | 99         |
| 15         |            | 98         |
| 16         |            | 97         |
| 17         |            | 96         |
| 18         |            | 95         |
| 19         |            | 94         |
| 20         |            | 93         |
| 21         |            | 92         |
| 22         |            | 91         |
| 23         |            | 90         |
| 24         |            | 89         |
| 25         |            | 88         |
| 26         |            | 87         |
| 27         |            | 86         |
| 28         |            | 85         |
| 29         |            | 84         |
| 30         |            | 83         |

#### Herrar
| 1,6 km (F) sprint | 1,6 km (F) sprint | 1,6 km (F) sprint | 1,6 km (F) sprint |
| Pl.               | #                 | Namn              | Po.               |
| ----------------- | ----------------- | ----------------- | ----------------- |
| 1                 |                   |                   | 150               |
| 2                 |                   |                   | 145               |
| 3                 |                   |                   | 140               |
| 4                 |                   |                   | 135               |
| 5                 |                   |                   | 132               |
| 6                 |                   |                   | 130               |

| Plats 7-30 | Plats 7-30 | Plats 7-30 | Plats 7-30 |
| ---------- | ---------- | ---------- | ---------- |
| 7          |            |            | 120        |
| 8          |            |            | 118        |
| 9          |            |            | 116        |
| 10         |            |            | 114        |
| 11         |            |            | 112        |
| 12         |            |            | 110        |
| 13         |            |            | 100        |
| 14         |            |            | 99         |
| 15         |            |            | 98         |
| 16         |            |            | 97         |
| 17         |            |            | 96         |
| 18         |            |            | 95         |
| 19         |            |            | 94         |
| 20         |            |            | 93         |
| 21         |            |            | 92         |
| 22         |            |            | 91         |
| 23         |            |            | 90         |
| 24         |            |            | 89         |
| 25         |            |            | 88         |
| 26         |            |            | 87         |
| 27         |            |            | 86         |
| 28         |            |            | 85         |
| 29         |            |            | 84         |
| 30         |            |            | 83         |

| Ställning efter 1 av 3 etapper | Ställning efter 1 av 3 etapper | Ställning efter 1 av 3 etapper |
| Pl.                            | Namn                           | Poäng                          |
| ------------------------------ | ------------------------------ | ------------------------------ |
|                                |                                | 150                            |
| 2                              |                                | 145                            |
| 3                              |                                | 140                            |
| 4                              |                                | 135                            |
| 5                              |                                | 132                            |

| Plats 6-30 | Plats 6-30 | Plats 6-30 | Plats 6-30 |
| ---------- | ---------- | ---------- | ---------- |
| 6          |            | 130        |            |
| 7          |            | 120        |            |
| 8          |            | 118        |            |
| 9          |            | 116        |            |
| 10         |            | 114        |            |
| 11         |            | 112        |            |
| 12         |            | 110        |            |
| 13         |            | 100        |            |
| 14         |            | 99         |            |
| 15         |            | 98         |            |
| 16         |            | 97         |            |
| 17         |            | 96         |            |
| 18         |            | 95         |            |
| 19         |            | 94         |            |
| 20         |            | 93         |            |
| 21         |            | 92         |            |
| 22         |            | 91         |            |
| 23         |            | 90         |            |
| 24         |            | 89         |            |
| 25         |            | 88         |            |
| 26         |            | 87         |            |
| 27         |            | 86         |            |
| 28         |            | 85         |            |
| 29         |            | 84         |            |
| 30         |            | 83         |            |

### Etapp 2
15 mars 2020,  Québec, Kanada.

#### Damer
| 1,6 km (K) sprint | 1,6 km (K) sprint | 1,6 km (K) sprint | 1,6 km (K) sprint |
| Pl.               | #                 | Namn              | Po.               |
| ----------------- | ----------------- | ----------------- | ----------------- |
| 1                 |                   |                   | 150               |
| 2                 |                   |                   | 145               |
| 3                 |                   |                   | 140               |
| 4                 |                   |                   | 135               |
| 5                 |                   |                   | 132               |
| 6                 |                   |                   | 130               |

| Plats 7-30 | Plats 7-30 | Plats 7-30 | Plats 7-30 |
| ---------- | ---------- | ---------- | ---------- |
| 7          |            |            | 120        |
| 8          |            |            | 118        |
| 9          |            |            | 116        |
| 10         |            |            | 114        |
| 11         |            |            | 112        |
| 12         |            |            | 110        |
| 13         |            |            | 100        |
| 14         |            |            | 99         |
| 15         |            |            | 98         |
| 16         |            |            | 97         |
| 17         |            |            | 96         |
| 18         |            |            | 95         |
| 19         |            |            | 94         |
| 20         |            |            | 93         |
| 21         |            |            | 92         |
| 22         |            |            | 91         |
| 23         |            |            | 90         |
| 24         |            |            | 89         |
| 25         |            |            | 88         |
| 26         |            |            | 87         |
| 27         |            |            | 86         |
| 28         |            |            | 85         |
| 29         |            |            | 84         |
| 30         |            |            | 83         |

| Ställning efter 2 av 3 etapper | Ställning efter 2 av 3 etapper | Ställning efter 2 av 3 etapper |
| Pl.                            | Namn                           | Poäng                          |
| ------------------------------ | ------------------------------ | ------------------------------ |
|                                |                                |                                |
| 2                              |                                |                                |
| 3                              |                                |                                |
| 4                              |                                |                                |
| 5                              |                                |                                |

| Plats 6-30 | Plats 6-30 | Plats 6-30 | Plats 6-30 |
| ---------- | ---------- | ---------- | ---------- |
| 6          |            |            |            |
| 7          |            |            |            |
| 8          |            |            |            |
| 9          |            |            |            |
| 10         |            |            |            |
| 11         |            |            |            |
| 12         |            |            |            |
| 13         |            |            |            |
| 14         |            |            |            |
| 15         |            |            |            |
| 16         |            |            |            |
| 17         |            |            |            |
| 18         |            |            |            |
| 19         |            |            |            |
| 20         |            |            |            |
| 21         |            |            |            |
| 22         |            |            |            |
| 23         |            |            |            |
| 24         |            |            |            |
| 25         |            |            |            |
| 26         |            |            |            |
| 27         |            |            |            |
| 28         |            |            |            |
| 29         |            |            |            |
| 30         |            |            |            |

#### Herrar
| 1,6 km (K) sprint | 1,6 km (K) sprint | 1,6 km (K) sprint | 1,6 km (K) sprint |
| Pl.               | #                 | Namn              | Po.               |
| ----------------- | ----------------- | ----------------- | ----------------- |
| 1                 |                   |                   | 150               |
| 2                 |                   |                   | 145               |
| 3                 |                   |                   | 140               |
| 4                 |                   |                   | 135               |
| 5                 |                   |                   | 132               |
| 6                 |                   |                   | 130               |

| Plats 7-30 | Plats 7-30 | Plats 7-30 | Plats 7-30 |
| ---------- | ---------- | ---------- | ---------- |
| 7          |            |            | 120        |
| 8          |            |            | 118        |
| 9          |            |            | 116        |
| 10         |            |            | 114        |
| 11         |            |            | 112        |
| 12         |            |            | 110        |
| 13         |            |            | 100        |
| 14         |            |            | 99         |
| 15         |            |            | 98         |
| 16         |            |            | 97         |
| 17         |            |            | 96         |
| 18         |            |            | 95         |
| 19         |            |            | 94         |
| 20         |            |            | 93         |
| 21         |            |            | 92         |
| 22         |            |            | 91         |
| 23         |            |            | 90         |
| 24         |            |            | 89         |
| 25         |            |            | 88         |
| 26         |            |            | 87         |
| 27         |            |            | 86         |
| 28         |            |            | 85         |
| 29         |            |            | 84         |
| 30         |            |            | 83         |

| Ställning efter 2 av 3 etapper | Ställning efter 2 av 3 etapper | Ställning efter 2 av 3 etapper |
| Pl.                            | Namn                           | Poäng                          |
| ------------------------------ | ------------------------------ | ------------------------------ |
|                                |                                |                                |
| 2                              |                                |                                |
| 3                              |                                |                                |
| 4                              |                                |                                |
| 5                              |                                |                                |

| Plats 6-30 | Plats 6-30 | Plats 6-30 |
| ---------- | ---------- | ---------- |
| 6          |            |            |
| 7          |            |            |
| 8          |            |            |
| 9          |            |            |
| 10         |            |            |
| 11         |            |            |
| 12         |            |            |
| 13         |            |            |
| 14         |            |            |
| 15         |            |            |
| 16         |            |            |
| 17         |            |            |
| 18         |            |            |
| 19         |            |            |
| 20         |            |            |
| 21         |            |            |
| 22         |            |            |
| 23         |            |            |
| 24         |            |            |
| 25         |            |            |
| 26         |            |            |
| 27         |            |            |
| 28         |            |            |
| 29         |            |            |
| 30         |            |            |

### Etapp 3
17 mars 2020,  Minneapolis, USA.

#### Damer
| 1,3 km (F) sprint | 1,3 km (F) sprint | 1,3 km (F) sprint | 1,3 km (F) sprint |
| Pl.               | #                 | Namn              | Po.               |
| ----------------- | ----------------- | ----------------- | ----------------- |
| 1                 |                   |                   | 150               |
| 2                 |                   |                   | 145               |
| 3                 |                   |                   | 140               |
| 4                 |                   |                   | 135               |
| 5                 |                   |                   | 132               |
| 6                 |                   |                   | 130               |

| Plats 7-30 | Plats 7-30 | Plats 7-30 | Plats 7-30 |
| ---------- | ---------- | ---------- | ---------- |
| 7          |            |            | 120        |
| 8          |            |            | 118        |
| 9          |            |            | 116        |
| 10         |            |            | 114        |
| 11         |            |            | 112        |
| 12         |            |            | 110        |
| 13         |            |            | 100        |
| 14         |            |            | 99         |
| 15         |            |            | 98         |
| 16         |            |            | 97         |
| 17         |            |            | 96         |
| 18         |            |            | 95         |
| 19         |            |            | 94         |
| 20         |            |            | 93         |
| 21         |            |            | 92         |
| 22         |            |            | 91         |
| 23         |            |            | 90         |
| 24         |            |            | 89         |
| 25         |            |            | 88         |
| 26         |            |            | 87         |
| 27         |            |            | 86         |
| 28         |            |            | 85         |
| 29         |            |            | 84         |
| 30         |            |            | 83         |

| Ställning efter 1 av 3 etapper | Ställning efter 1 av 3 etapper | Ställning efter 1 av 3 etapper |
| Pl.                            | Namn                           | Poäng                          |
| ------------------------------ | ------------------------------ | ------------------------------ |
|                                |                                |                                |
| 2                              |                                |                                |
| 3                              |                                |                                |
| 4                              |                                |                                |
| 5                              |                                |                                |

| Plats 6-30 | Plats 6-30 | Plats 6-30 |
| ---------- | ---------- | ---------- |
| 6          |            |            |
| 7          |            |            |
| 8          |            |            |
| 9          |            |            |
| 10         |            |            |
| 11         |            |            |
| 12         |            |            |
| 13         |            |            |
| 14         |            |            |
| 15         |            |            |
| 16         |            |            |
| 17         |            |            |
| 18         |            |            |
| 19         |            |            |
| 20         |            |            |
| 21         |            |            |
| 22         |            |            |
| 23         |            |            |
| 24         |            |            |
| 25         |            |            |
| 26         |            |            |
| 27         |            |            |
| 28         |            |            |
| 29         |            |            |
| 30         |            |            |

#### Herrar
| 1,6 km (F) sprint | 1,6 km (F) sprint | 1,6 km (F) sprint | 1,6 km (F) sprint |
| Pl.               | #                 | Namn              | Po.               |
| ----------------- | ----------------- | ----------------- | ----------------- |
| 1                 |                   |                   | 150               |
| 2                 |                   |                   | 145               |
| 3                 |                   |                   | 140               |
| 4                 |                   |                   | 135               |
| 5                 |                   |                   | 132               |
| 6                 |                   |                   | 130               |

| Plats 7-30 | Plats 7-30 | Plats 7-30 | Plats 7-30 |
| ---------- | ---------- | ---------- | ---------- |
| 7          |            |            | 120        |
| 8          |            |            | 118        |
| 9          |            |            | 116        |
| 10         |            |            | 114        |
| 11         |            |            | 112        |
| 12         |            |            | 110        |
| 13         |            |            | 100        |
| 14         |            |            | 99         |
| 15         |            |            | 98         |
| 16         |            |            | 97         |
| 17         |            |            | 96         |
| 18         |            |            | 95         |
| 19         |            |            | 94         |
| 20         |            |            | 93         |
| 21         |            |            | 92         |
| 22         |            |            | 91         |
| 23         |            |            | 90         |
| 24         |            |            | 89         |
| 25         |            |            | 88         |
| 26         |            |            | 87         |
| 27         |            |            | 86         |
| 28         |            |            | 85         |
| 29         |            |            | 84         |
| 30         |            |            | 83         |

| Ställning efter 3 av 3 etapper | Ställning efter 3 av 3 etapper | Ställning efter 3 av 3 etapper |
| Pl.                            | Namn                           | Poäng                          |
| ------------------------------ | ------------------------------ | ------------------------------ |
|                                |                                |                                |
| 2                              |                                |                                |
| 3                              |                                |                                |
| 4                              |                                |                                |
| 5                              |                                |                                |

| Plats 6-30 | Plats 6-30 | Plats 6-30 |
| ---------- | ---------- | ---------- |
| 6          |            |            |
| 7          |            |            |
| 8          |            |            |
| 9          |            |            |
| 10         |            |            |
| 11         |            |            |
| 12         |            |            |
| 13         |            |            |
| 14         |            |            |
| 15         |            |            |
| 16         |            |            |
| 17         |            |            |
| 18         |            |            |
| 19         |            |            |
| 20         |            |            |
| 21         |            |            |
| 22         |            |            |
| 23         |            |            |
| 24         |            |            |
| 25         |            |            |
| 26         |            |            |
| 27         |            |            |
| 28         |            |            |
| 29         |            |            |
| 30         |            |            |